# Arlette (film, 1997)
Pour les articles homonymes, voir Arlette.
Pour plus de détails, voir Fiche technique et Distribution.
Arlette est un film français réalisé par Claude Zidi, sorti en 1997.

## Synopsis
Arlette est serveuse au « Mille-pattes », un restaurant routier en pleine France profonde. Grande gueule au cœur de midinette, elle rêve de mariage mais Victor, son petit ami chauffeur de poids lourd, ne veut pas en entendre parler.
Un beau soir, Arlette voit débarquer un prince charmant en limousine blanche, Frank, richissime américain qui la couvre de cadeaux et veut l'emmener à Las Vegas pour l'épouser... Mais quelles sont les véritables intentions du séduisant play-boy ?

## Fiche technique
- Titre : Arlette
- Réalisation : Claude Zidi, assisté d'Alexandre de La Patellière
- Scénario : Claude Zidi et Josiane Balasko
- Chef-opérateur : Jean-Jacques Tarbès
- Musique : William Sheller
- Montage : Nicole Saunier
- Production : Claude Berri, Pierre Grunstein
- Pays d'origine :  France
- Langues : français, anglais
- Format : couleurs - 1,85:1 - Dolby Digital - 35 mm
- Genre : comédie
- Durée : 100 minutes
- Date de sortie : 16 avril 1997

## Distribution
- Josiane Balasko : Arlette Bathiat
- Christophe Lambert : Frank Martin
- Ennio Fantastichini : Angelo Mascarpone
- Stéphane Audran : Diane
- Jean-Marie Bigard : Victor
- Armelle : Lucie
- Martin Lamotte : le chef du resto routier
- Jean-Pierre Castaldi : Lulu
- France Zobda : Samantha
- Jean-Claude Bouillon : le présentateur
- Ronny Coutteure : le patron routier
- Arno Chevrier : le routier Mickey
- Tony Librizzi : le routier Riri
- Pascal Bénézech : le routier Nanard
- Jacques Le Carpentier : le routier géant
- Bouli : le routier Émile
- Lionel Robert : le routier Marcel
- Isabelle Leprince : Brigitte
- Patrick Bordier : le curé
- Michel Monsay : le livreur
- Charles Bertoni : le maître d'hôtel
- Tara Roy : l'auto-stoppeuse
- Jed Allan : Wide
- Mathieu Demy : Julien
- David Fresco : Assler
- Renée Lee : Doris
- Justin Hubbard : David Gafferson
- Robert Queluz : l'officiant de la chapelle
- Léontine Guilliard : femme noire
- Joseph Sbraccia : patron du saloon
- Howard Goldman : l'officiant Wise
- Bobby C. King : l'homme qui s'occupe du bassin
- Kim Foye : le dresseur
- Matt Mooney : l'homme du casino
- Richard Gordon : le 2e homme du casino
- Dinah Barton : le garde de l'hôtel
- Junior Ray : Goliath
- Robert Nash : le sbire Angelo 2
- Scott Scarborough : le sbire Wise
- Bob Pepper : le parieur